# Shun Sugawara
Shun Sugawara (菅原俊?, Sugawara Shun; 26 gennaio 1986) è un ex giocatore di football americano e allenatore di football americano giapponese che milita nel ruolo di quarterback negli Obic Seagulls.
Dopo aver giocato per la squadra universitaria giapponese degli Hosei Orange si è trasferito agli Onward Skylarks per poi passare dal 2010 agli Obic Seagulls.